# Jip Blaas
Pour les articles homonymes, voir Blaas.
Jip Blaas née le 26 août 2002, est une joueuse néerlandaise de hockey sur gazon. Elle évolue au HDM et avec l'équipe nationale néerlandaise.

## Carrière
- Elle a été appelée en équipe première en 2022 pour concourir à la Ligue professionnelle 2021-2022 sans jouer le moindre match[1].

## Palmarès
- : 2e à la Ligue professionnelle 2021-2022.